# Marguerite Tiberghien
Pour les articles homonymes, voir Tiberghien.
 (juin 2015).
Marguerite Tiberghien, née le 8 septembre 1926 à Roubaix dans le département du Nord (France), est une religieuse française des Sœurs de Saint Vincent de Paul, surtout connue pour la création de l'École spéciale de Brazzaville au Congo, qui scolarise gratuitement depuis 1974 les exclus du système scolaire : enfants et jeunes déscolarisés, adultes illettrés et handicapés.

## Biographie
À l'âge de vingt-deux ans, Marguerite Tiberghien entre dans les ordres en tant que fille de la charité de Saint Vincent de Paul. Après plusieurs années passées à enseigner à l’institut technique de Loos, elle part en 1972 enseigner au Congo - alors sous le régime communiste de la république populaire du Congo - à Brazzaville.

En trente ans, elle va fonder un réseau d’écoles gratuites, l’École spéciale de Brazzaville, offrant aux exclus du système scolaire (enfants et jeunes déscolarisés, adultes illettrés et handicapés) un accès à l’enseignement primaire gratuit en langue française.
Ce « miracle d’amitié » permet aujourd’hui à près de 2 500 enfants, adolescents et adultes de sortir de l’orphelinat mental.

Depuis sa création, l’École spéciale de Brazzaville a sauvé plus de 20 000 Congolais de l’illettrisme.
Désormais en France depuis septembre 2004, sœur Marguerite continue son action en faveur des exclus du système scolaire. Elle a notamment enseigné la lecture et l'écriture auprès de populations en grande difficulté économique et sociale.

En novembre 2006 est publié Sœur Courage, un livre d'entretien entre Jacques Séguéla et sœur Marguerite, racontant notamment ses trente années passées à Brazzaville.
En septembre 2010, sœur Marguerite crée une structure spécifique : le Fonds de Dotation Sœur Marguerite, qui a pour but de soutenir financièrement et de valoriser des initiatives locales d'accès à l'enseignement primaire gratuit en langue française à destination des exclus du système scolaire. L'objectif à terme est de créer une Fondation qui permettra de pérenniser, de promouvoir et d'étendre son œuvre en faveur de l'enseignement primaire gratuit pour tous.

## L’École spéciale de Brazzaville
L’École spéciale de Brazzaville accueille et instruit gratuitement les exclus du système scolaire congolais : enfants et jeunes déscolarisés, adultes illettrés et handicapés. Par « exclus », il faut entendre tous ceux qui, pour diverses raisons d’âge, de santé, de pauvreté et de condition sociale n’ont pu être instruits dans une école habituelle ou ont été renvoyés de ces écoles. L’établissement propose un enseignement primaire et une formation professionnelle (menuiserie, couture et jardinage), ainsi que des activités d’éveil aux handicapés mentaux.

### Historique
L’École spéciale de Brazzaville a commencé en octobre 1975 par l’apprentissage de la lecture à quarante mamans de la paroisse « Jésus Ressuscité » dans le quartier du Plateau des Quinze Ans. (Commune de Brazzaville). Peu à peu, la demande devient grandissante, marquée notamment par l’arrivée de jeunes et d’adultes illettrés. Les effectifs passent alors à 275 élèves en 1980. Sœur Marguerite trouve de nombreux soutiens, aussi bien de France qu’à Brazzaville, pour arriver à proposer un enseignement primaire efficace.

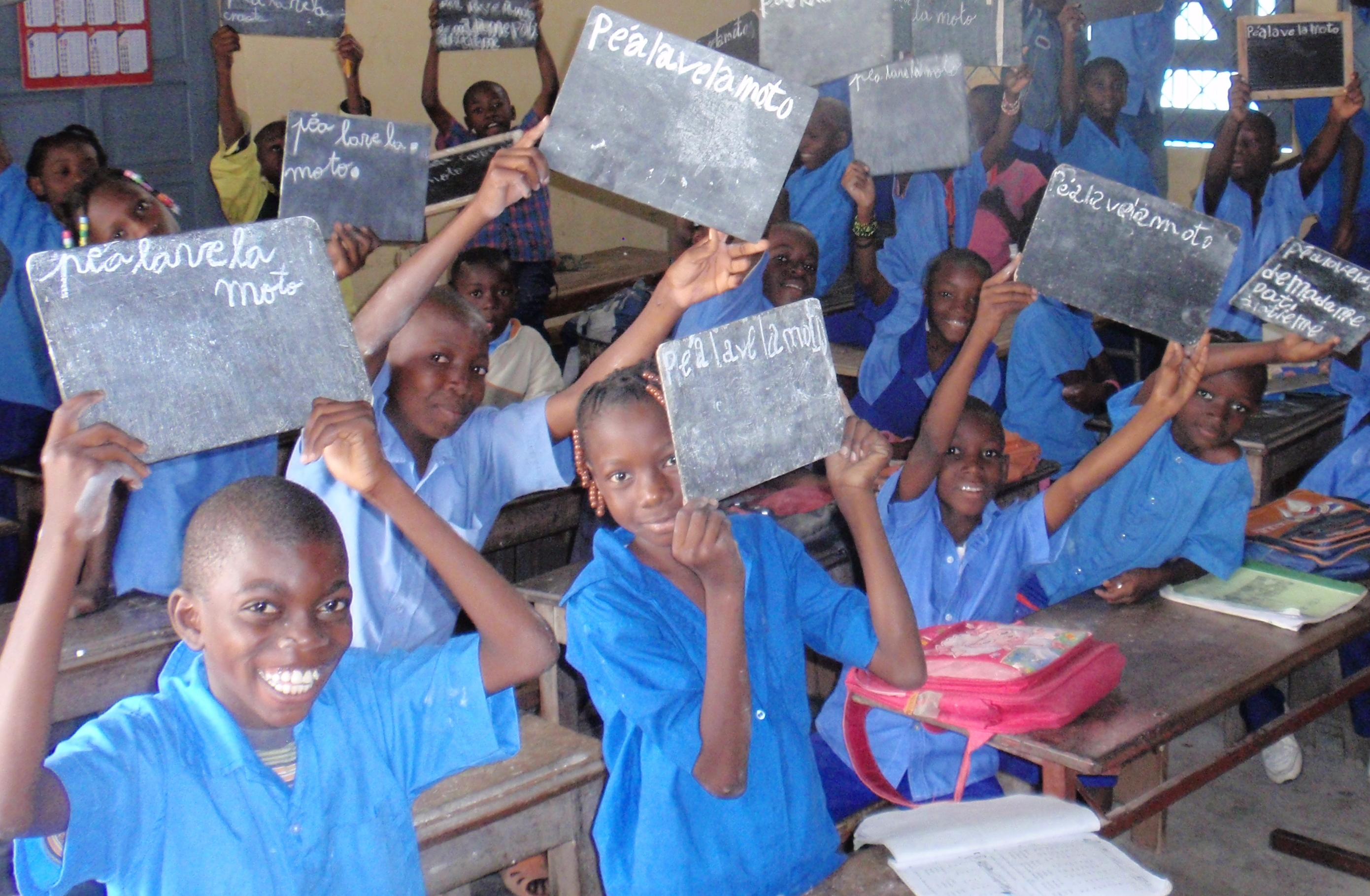
Élèves de la classe de J1

Afin que l’École Spéciale puisse disposer de places suffisantes pour accueillir des effectifs de plus en plus nombreux (375 élèves en 1981), Sœur Marguerite cherche alors un bâtiment mieux adapté. Le gouvernement congolais - qui avait déjà approuvé officiellement le fonctionnement de cette structure - autorise l'extension de l’École Spéciale en 1980 et offre un terrain à côté de l’aéroport de Maya-Maya, toujours dans le quartier du Plateau des Quinze Ans (quartier de Moungali). Financé grâce à Misereor, l’ambassade de France, la Fondation Raoul-Follereau et Auteuil International, le bâtiment - aujourd'hui l’École mère - est inauguré le 26 juin 1982 en présence des ambassadeurs de France et d’Allemagne.
La première rentrée scolaire a lieu le 1er octobre 1982, avec 442 élèves. En octobre 1984 sont inaugurés les ateliers de couture et de menuiserie par la première dame du Congo Antoinette Sassou, femme de l'actuel président congolais Denis Sassou-Nguesso.
Le 1er octobre 1992 est inaugurée la première annexe de l’École spéciale : la Case Vincent, dans le quartier de Mikalou, financée par la Coopération française et la Fondation Raoul-Follereau. En 1993, les effectifs atteignent 1 000 élèves.
Mais en 1997, des tensions politiques éclatent : c’est le début de la guerre civile du Congo-Brazzaville. Malgré la situation difficile et dangereuse, sœur Marguerite reste à Brazzaville pour soutenir les familles les plus en difficulté et accueillir les nombreux réfugiés au sein même de l’école, dont le fonctionnement scolaire est arrêté. Le 1er février 1998, le conflit terminé, les cours reprennent avec des effectifs de 1500 élèves.

Le 11 septembre 1998, Sœur Marguerite reçoit la Légion d'honneur, remise par monsieur Hervé Bolot, Ambassadeur de France au Congo, en reconnaissance de son œuvre et de son formidable courage exprimé lors de la guerre civile de 1997.

Malgré de nouvelles tensions en 1999, la deuxième annexe de l’École spéciale est inaugurée : la case Joseph, dans le quartier de Talangaï.

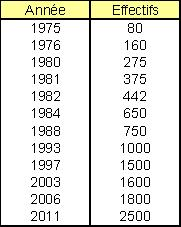
Évolution des effectifs

Le début des années 2000 marque la formation du « réseau des Écoles spéciales », avec l’ouverture de trois nouvelles annexes : la case Dominique dans le quartier de Poto-Poto, la case Montfort dans le quartier de Kinsoundi et la case Monnereau dans le quartier de Makélékélé. 

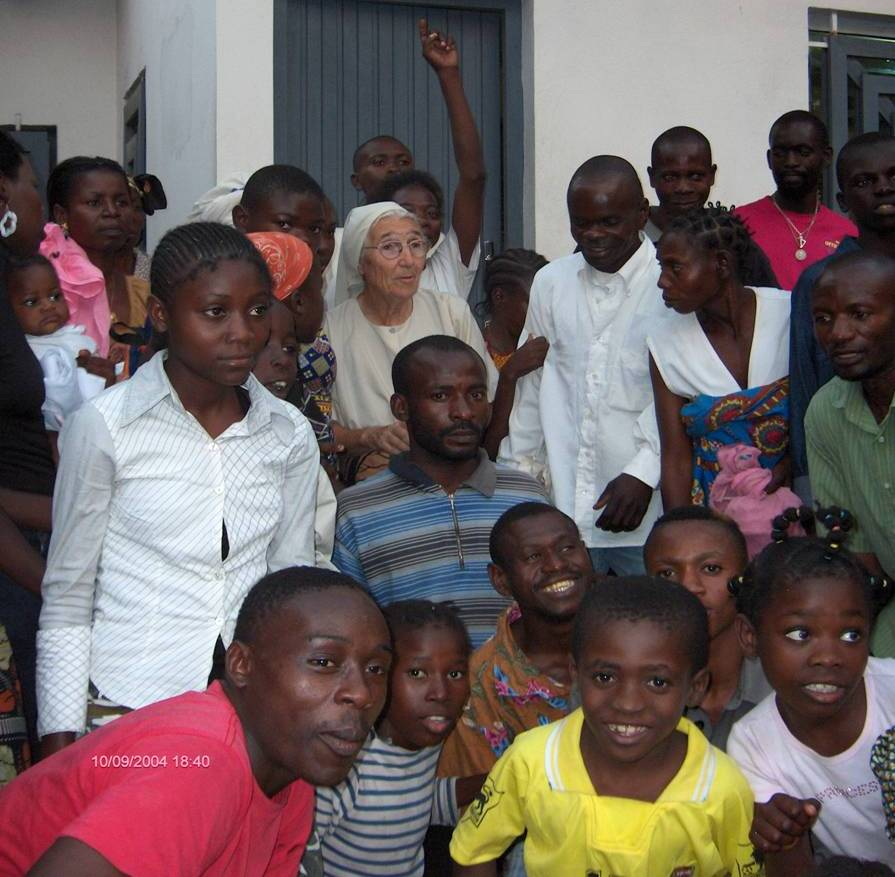
Départ de sœur Marguerite, septembre 2004

Le 18 octobre 2003 est également inaugurée la première annexe rurale de l’École spéciale : la case Pierre Savorgnan de Brazza à M’bé, village situé à 150 km au nord de Brazzaville. Le bâtiment est financée par la Coopération française et construite par Acted.
En 2004, les effectifs grandissants (1 800 élèves), six nouvelles salles de classe viennent compléter le bâtiment principal à Moungali, dont le financement est assuré par Auteuil International.
Sœur Marguerite apprend que sa communauté des Filles de la charité la rappelle en France. Son départ sera effectif en septembre. Avant qu'elle ne rentre en France, Sœur Marguerite reçoit l’ordre du Mérite congolais, remis par Émilienne Raoul, ministre des Affaires sociales. Elle laisse alors la direction de l’École spéciale à sa collaboratrice sœur Maria Dolorès, qui sera en poste jusqu’en 2009.
Actuellement, l’École spéciale de Brazzaville est gérée par sœur Brigitte Liyombi, chargée de l'enseignement et de la pédagogie, et assistée pour la partie administrative par sœur Maria Teresa Casta.

### Organisation pédagogique

#### Les sections

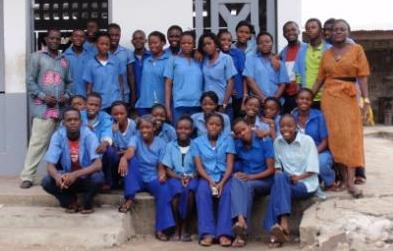
Classe de T3 (équivalent du CM1)

La scolarité à l’École Spéciale est organisée autour de trois sections pédagogiques (adultes, jeunes et section pratique).
- La section adultes (A) est ouverte aux personnes âgées de plus de 20 ans, avec des cours d'alphabétisation et une préparation au certificat d'études primaires.
- La section jeunes est répartie en 2 catégories :
- J (pour les enfants de moins de 14 ans): cours d'alphabétisation et de remise à niveau "CM2", puis l'envoi dans les écoles habituelles pour reprendre un cycle normal
- T (pour les plus de 14 ans) : cours d'alphabétisation et de préparation, au certificat d'études primaire adultes.

Mais aussi ateliers professionnels en menuiserie, couture, tricot, broderie et jardinage.
- La section pratique (SP) regroupe les enfants et jeunes handicapés mentaux. Elle offre des activités d'éveil et des activités pratiques, comme la cuisine, le jardinage et le sport, en vue de favoriser l'insertion de ces élèves en famille et en société.

#### Les quatre principes de base
- Accueil des exclus de l'enseignement primaire
- Coexistence des trois sections pédagogiques
- Gratuité avec participation libre des élèves
- Gestion d'un comité d'entraide

### Le devenir des élèves

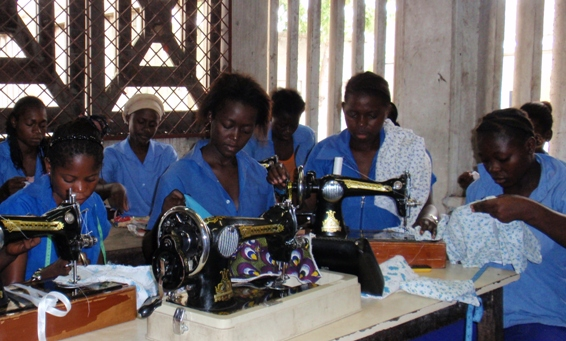
Apprentissage de la couture

Les plus jeunes (section J) sont réintégrés au cycle normal de écoles primaires, au niveau CM2.

Les plus âgés ont la possibilité de passer leur Certificat d'études primaires, avec l'opportunité de poursuivre leurs études en collège d'enseignement technologique. Également, ils peuvent s'insérer dans la vie professionnelle grâce notamment à la formation reçue à l’École Spéciale (menuiserie, couture et jardinage). Des anciens élèves sont aussi devenus professeurs à l'École Spéciale. 

Les handicapés mentaux restent à la charge de leur famille, mais leur passage à l’École Spéciale leur a permis d'être davantage éveillés, facilitant leur intégration dans la société.

### Financement

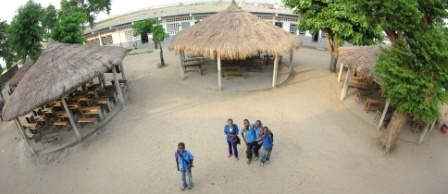
Cour de l'école mère à Moungali

L’École Spéciale de Brazzaville étant gratuite, son fonctionnement a toujours été financé par ce que sœur Marguerite appelle un « miracle d’amitié » : des donateurs privés et des ONG qui ont su répondre aux besoins grandissants de l’école.
Afin de structurer en France un soutien financier pérenne, l'Association « Les Amis de l’École spéciale de Brazzaville » voit le jour le 12 mars 1993. Composée d’une poignée de donateurs et de parrains, l’association finance en grande partie le budget annuel de 200 000 € de l’École spéciale de Brazzaville.
Également, l’État congolais a pris part au fonctionnement de l’École spéciale, en finançant le salaire d'une partie des professeurs. En 1980, il y avait sept professeurs titularisés. Sur les soixante-huit professeurs que compte l’École Spéciale de Brazzaville dans les années 2000, trente-cinq étaient pris en charge par l'État. En 2019, sur quatre-vingt-douze membres du personnel, ils étaient dix-sept fonctionnaires.
Cette démarche permet de mieux impliquer les autorités publiques dans la politique nationale d’éducation, notamment en faveur des exclus des écoles primaires habituelles.

## Le livreSœur Courage

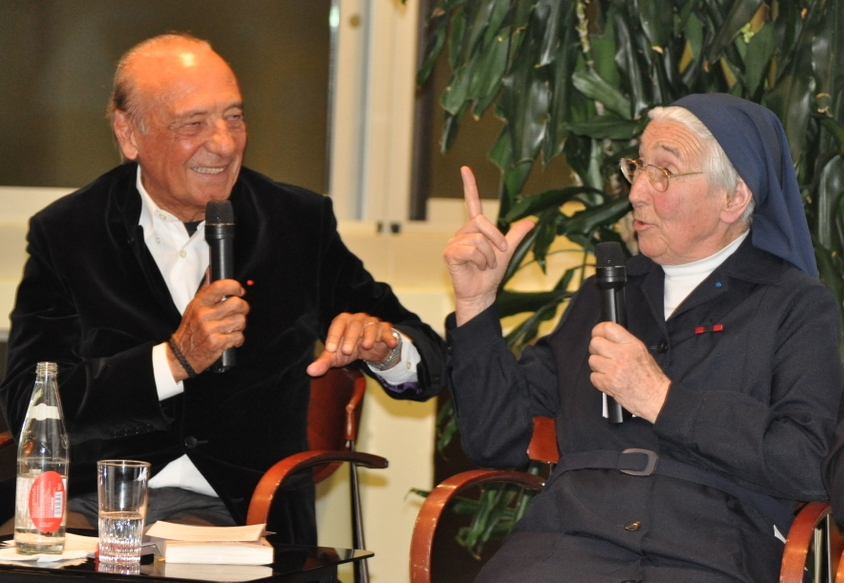
Sœur Marguerite et Jacques Séguéla,
en avril 2011

En avril 2006, Sœur Marguerite fait la connaissance du publicitaire Jacques Séguéla. Rapidement séduit par sa personnalité hors du commun, il lui propose d’écrire une biographie. En octobre 2006 sort Sœur Courage, un livre d’entretien intitulé la rencontre inattendue d’un fils de pub et d’une fille de Dieu, parlant notamment de l'engagement de Sœur Marguerite à lutter contre l'analphabétisme au Congo et ses ravages dans la société.
Les bénéfices du livre sont reversés à l’Association des Amis de l’École spéciale de Brazzaville.
« En l'écoutant, j'ai senti comme une caresse de bonheur.

Du drame, elle ne retient que l'espoir ; de la noirceur de l'humanité, que la blancheur des matins à venir. »
« Sœur Marguerite ne conte pas les histoires, elle les mime.

Ce n'est plus du passé, mais du live. »
« Sœur Marguerite a toujours le dernier mot.
Quand on l'écoute, on a envie de se taire.
Quand on la voit sourire, on a envie de la suivre. »
Jacques Séguéla

## Le Fonds de Dotation Sœur Marguerite
Afin de promouvoir et d’étendre son œuvre, Sœur Marguerite souhaite créer une Fondation qui aura pour objet de soutenir l’enseignement primaire gratuit auprès des exclus du système scolaire. Pour développer ce grand projet, elle s’associe à nouveau avec Jacques Séguéla, mais aussi le père Alain de La Morandais et d'autres amis.

### Création et mise en route
Pour aboutir à la création d'une Fondation, Sœur Marguerite met en place dans un premier temps une structure juridique intermédiaire : le Fonds de Dotation Sœur-Marguerite, dont le but est de constituer la dotation nécessaire à la création d’une Fondation. Cette structure a aussi vocation à financer des projets destinés à l’éducation primaire gratuite pour tous.
Son objet est de soutenir financièrement et de valoriser des initiatives locales d'accès à l'enseignement primaire gratuit en langue française à destination des exclus du système scolaire (enfants et jeunes déscolarisés, adultes illettrés, handicapés).
D'ici 2012, le Fonds de Dotation Sœur Marguerite envisage de passer à un statut de Fondation reconnue d'utilité publique, d'être un acteur de référence en matière d'éducation primaire en zone francophone et de financer 20 projets à hauteur de 500 000 €.
Le Fonds de Dotation Sœur-Marguerite a été officialisé à la Maison de l'UNESCO à Paris, le mardi 12 avril 2011, sous le haut-patronage de Carla Bruni-Sarkozy.

### Les premiers projets financés

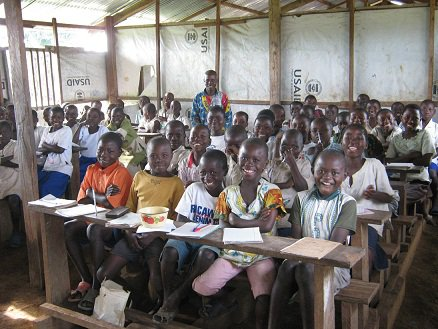
Enfants scolarisés par "Objectif Brousse"

Le premier projet soutenu financièrement est celui d’Objectif Brousse, une association intervenant en République démocratique du Congo qui développe notamment un programme de scolarisation gratuit de 2000 enfants dans 50 écoles de la région du Kivu.

Également, le Fonds de Dotation Sœur Marguerite apporte son soutien au budget de fonctionnement à l’Association des Amis de l’École Spéciale de Brazzaville. 

D’autres projets de soutien viendront progressivement compléter ceux déjà existants.

### La chanson et le clip «Love is Love»
En juin 2011, d'anciens participants à différents programmes de TV réalité, ont choisi de contribuer au projet de sœur Marguerite en prêtant leur voix pour un single intitulé Love is Love, composé par Allan Van Darc. La chanson est accompagnée d'un clip marqué par la participation de Sœur Marguerite.
L’ensemble des bénéfices est reversé au profit du Fonds de Dotation Sœur Marguerite.

### Le Gala à Brazzaville

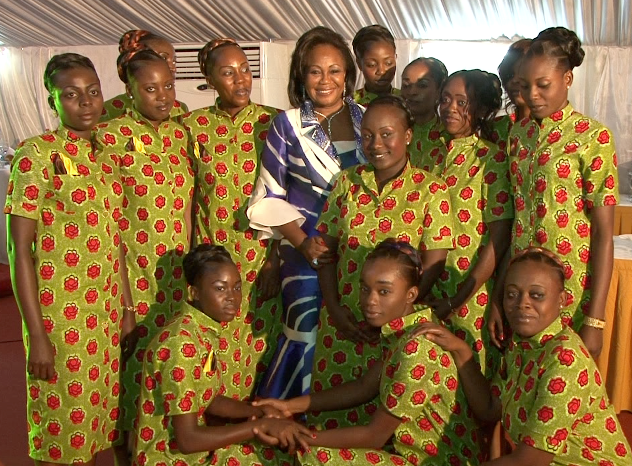
Antoinette Sassou Nguesso

Le samedi 3 décembre 2011 a été organisée la Soirée de Gala du Fonds de Dotation Sœur Marguerite. Cet évènement a rassemblé près de 200 convives. Marqué par le haut-patronage et la présence de madame Antoinette Sassou Nguesso - première dame de la République du Congo et présidente de la Fondation Congo-Assistance - ce Gala a eu pour but de sensibiliser les invités à l’enseignement primaire gratuit pour tous. Il s’agissait aussi d’impliquer financièrement les opérateurs économiques engagés au Congo et de renforcer les liens d’amitié franco-congolais sur l’héritage de sœur Marguerite.
Animée par le célèbre journaliste congolais Medard Milandou, la soirée a été l'occasion de présenter officiellement le Fonds de Dotation Sœur-Marguerite au Congo, mais aussi de mettre en lumière l'École spéciale de Brazzaville, œuvre originelle de Sœur Marguerite.
L'ensemble des bénéfices récoltés servira exclusivement au développement du Réseau des Écoles Spéciales au Congo-Brazzaville.

## Distinctions

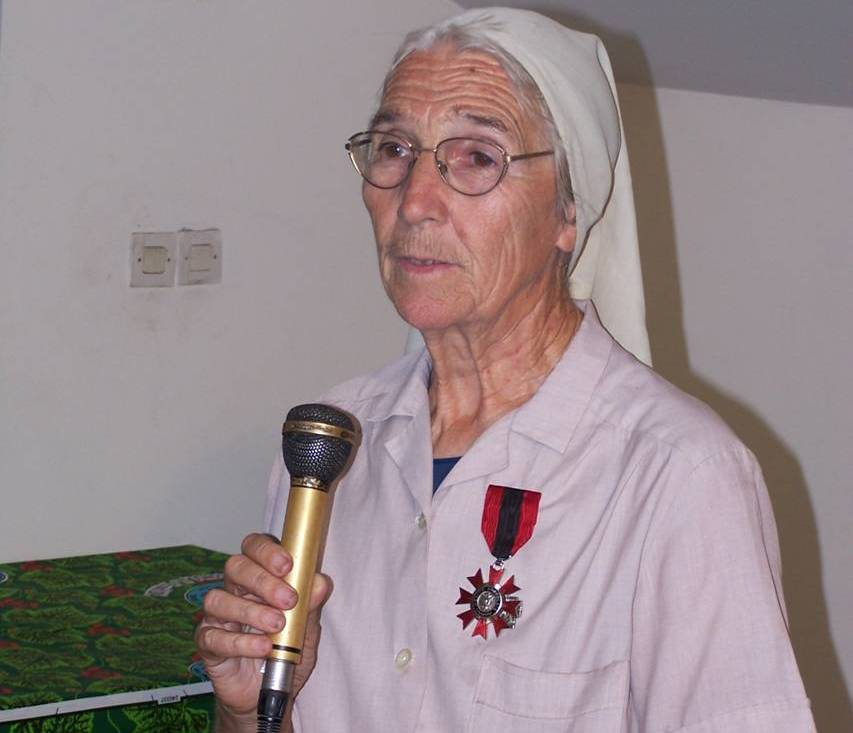
Sœur Marguerite décorée de l'ordre du Mérite congolais, en septembre 2004

- 11 septembre 1998 : Chevalier de la Légion d'honneur, remis par l'ambassadeur de France au Congo, Hervé Bolot.
- septembre 2004 : Ordre du Mérite congolais, remis par le ministre des affaires sociales, Émilienne Raoul.
- 8 septembre 2008 : Chevalier de l'ordre national du Mérite, remis par le ministre de l’Éducation nationale, Xavier Darcos.
- 1er janvier 2014 : Élevée au rang d'Officier de la Légion d'honneur par le Ministère de l'Intérieur (France)[12].